# Вдигам Level
„Вдигам Level“ је песма бугарског хип хоп дуа Pavell & Venci Venc' коју изводе у дуету са бугарско-руским певачем Кристијаном Костовим. Песма је са њиховог деби албума SeTaaBrat. Издата је 25. новембра 2016. године од стране издавачке куће Virginia Records. 

## Музички спот
Спот за песму је објављен на Јутјубу 24. новембра 2016, у трајању од 3 минуте и 41 секунд. Песма је остварила 13. место на бугарским музичким лествицама. 

## Списак песама
| №  | Назив | Трајање |  |
| 1. |       | 3:17    |  |

## Историја објаве
| Регија   | Датум              | Формат               | Издавачка кућа |
| -------- | ------------------ | -------------------- | -------------- |
| Бугарска | 26. новембар 2016. | Дигитално преузимање |                |